# Sherman E. Burroughs (Marinha dos Estados Unidos)
Contra-almirante Sherman E. Burroughs, Jr. (22 de fevereiro de 1903 - 23 de setembro de 1992) foi um oficial sênior da Marinha dos Estados Unidos, e o primeiro comandante da Estação de Armas Aéreas Naval China Lake originalmente conhecido como Estação de Teste de Artilharia Naval.

## Biografia
Sherman Everett Burroughs, Jr., nasceu em Manchester, New Hampshire, em 22 de fevereiro de 1903, filho de Sherman Everett Burroughs, Sr., advogado que atuou como membro da Câmara dos Representantes de New Hampshire e mais tarde dos Estados Unidos Congressista, e sua esposa Helen Sophie née Phillips.
Burroughs formou-se na Academia Naval dos Estados Unidos em Annapolis com a classe de 1924 e tornou-se aviador naval em 1926. Serviu nos porta-aviões USS Langley e USS Saratoga de 1927 a 1929, e foi aviador sênior no cruzador leve USS Memphis entre 1933 e 1935, e no malfadado encouraçado USS Arizona de 1938 a 1939.